# Hydrophoria rufitibia
Hydrophoria rufitibia är en tvåvingeart som beskrevs av Stein 1907. Hydrophoria rufitibia ingår i släktet Hydrophoria och familjen blomsterflugor. Inga underarter finns listade i Catalogue of Life.